# 北庄
北庄，是臺灣臺中市神岡區的一個傳統地域名稱，位於該區中部。相較於今日行政區，其範圍大致包括北庄里、庄後里。

## 歷史
台灣清治末期至日治初期，神岡地區為一街庄，稱為「神崗庄」，隸屬於捒東上堡。該庄北與圳堵庄為鄰，東北與下溪洲庄為鄰，東邊一小段與大社庄為界，東南與社口庄為鄰，西南邊及西邊為神崗庄。
1901年（日治明治三十四年）11月，全台廢縣廳改設二十廳，該庄隸屬於臺中廳。1903年（明治三十六年）6月，該庄編入「神崗區」，仍隸屬於臺中廳。1909年（明治四十二年）10月，合併二十廳為十二廳，神崗區隸屬不變。1920年（大正九年），全台地方制度大改正，廢十二廳改設五州二廳，該庄改制並雅化為「神岡」大字，隸屬於臺中州豐原郡神岡庄。
戰後神岡庄改制為神岡鄉，隸屬於臺中縣，大字亦改制為村。1950年10月，中、彰、投分治，神岡鄉仍隸屬臺中縣。2010年12月，臺中縣市合併為直轄臺中市，神岡鄉改制為神岡區，村亦改制為里。

## 聚落
本地區發展較早的聚落為北庄，在日治期初期的官方地圖上已有記載。此外，本地區尚有中塊厝、五汴頭聚落。

## 交通
區道中74線（厚生路）是北莊至豐原大橋的道路，其西側端點位於北庄地區中部偏南的區道中78線路口。由此向北北東轉東北出境後，可前往下溪洲、大湳並止於豐原大橋橋頭的省道台13線路口。
區道中78線（中山路）是神岡至社口的道路，大致以西北西－東南東走向轉西北－東南走向經過本地區中部偏西南地帶。由該道路向西北西可前往神岡市區西北側的區道中79線路口，向東南可前往社口並止於省道台10線路口。

## 文化資產
- 神岡浮圳（文化景觀）

## 運動休閒
- 潭雅神自行車道：經過本地區南端